# Большая Грузинская улица
Больша́я Грузи́нская у́лица — улица в центре Москвы в Пресненском и Тверском районах между Баррикадной улицей и 1-й Тверской-Ямской. В начале улицы находится станция метро «Баррикадная» и расположен Московский зоопарк.

## Происхождение названия
Название Большой и Малой Грузинских улиц связано с местностью Грузины. В XVII веке здесь было дворцовое село Воскресенское, которое в 1729 году было подарено грузинскому царю Вахтангу VI. Так возникла Грузинская слобода (грузины селились здесь и раньше: впервые Грузины упоминаются в 1714 году). К востоку от неё располагались пустыри и пахотные земли ямщиков Тверской слободы. Проселочная дорога, соединявшая эти слободы, и превратилась (во второй половине XVIII века) в нынешнюю улицу. В начале XIX века участок улицы от Кудринской улицы (ныне Баррикадной) до Грузинской площади назывался Набережной улицей, ибо шёл вдоль набережной реки Пресня. В 1923—1924 годах участок улицы от Грузинской площади до 1-й Брестской улицы назывался улицей Коммунистов или Коммунистической улицей (на различных картах).

## Описание
Большая Грузинская улица начинается от перекрёстка Баррикадной и Красной Пресни как продолжение Конюшковской улицы. Здесь находятся станция метро «Баррикадная» и главный вход в Московский зоопарк. Улица проходит на север вдоль зоопарка, справа к ней примыкает Зоологическая улица, затем слева — Зоологический тупик и Зоологический переулок, за которым улица выходит на Грузинскую площадь, простирающуюся до улицы Климашкина, за которой Большая Грузинская поворачивает на северо-восток; далее слева примыкают Большой и Средний Тишинские переулки, справа на углу с улицей Красина — Тишинская площадь, слева примыкает Грузинский переулок, пересекает 2-ю и 1-ю Брестские улицы и заканчивается на 1-й Тверской-Ямской улице напротив переулка Александра Невского.

## Примечательные здания и сооружения
По нечётной стороне:
- № 1 — Московский зоопарк;
- № 5, стр.2 — Доходный дом (1906-1914, архитектор В. А. Домбровский)[1]
- № 5 стр. 3 — Бывший дом П. Т. Клюева (1820-е гг), в конце XX века в нём был Музей истории грузинских поселений в России.
- № 9 — Дом городского попечительства о бедных Н. Н. Шустова, в настоящее время Кожно-венерологический диспансер № 9 ЦАО;
- № 13 — Храм Великомученика Георгия Победоносца в Грузинах; Московский государственный техникум технологии, экономики и права им. Л. Б. Красина;
- № 15 — В 1893 году в доме жил художник В. В. Верещагин[2]. В настоящее время — дом-музей скульптора З. К. Церетели.
- № 17 — Особняк Горбуновых (1890, архитектор В. В. Барков). В советское время в здании размещалось Всесоюзное общество культурной связи с заграницей. В 1935 году здесь состоялась встреча посетившего Москву Ромена Роллана с московской литературной общественностью[2].
- № 19 — ЖК «Агаларов Хаус» от Crocus Group.
- № 39 — Жилой дом (архитектор А. М. Половиков)[3]. Первый этаж занимает Библиотека № 9 им. Н. В. Гоголя[4]. В доме жили актёр Олег Борисов (мемориальная доска, скульптор И. Казанский, 2004)[5], телеведущая Валентина Леонтьева[6].
- № 57, стр. 1 — Жилой дом (архитектор А. М. Половиков)[3].
- № 61, стр. 2 — Офисное здание (2002, архитекторы М. Хазанов, С. Плужник, А. Нагавицын, Н. Мухин)[7]
- № 67 — прогимназия № 1842 «Пересвет».

По чётной стороне:
- № 2/12 стр. 1 — 3-х этажное кирпичное здание (1890)[8];
- № 4/6 — школьное здание (1931—1933, архитекторы А. И. Антонов, И. А. Звездин)[9]. Ныне здание занимают Министерство природных ресурсов РФ; Федеральное агентство по недропользованию; Федеральная служба по надзору в сфере природопользования (Росприроднадзор);
- № 4/6 стр. 9 — в этом доме жил выдающийся учёный-диалектолог, автор и составитель «Толкового словаря живого великорусского языка» В. И. Даль[2]. В доме находится музей В. И. Даля[10], Акционерное общество «Марка».
- № 10 — Студенческое общежитие Московского университета (по проекту, получившему на конкурсе 1-ю премию) (1900, архитектор Р. И. Клейн), сейчас — Институт физики Земли им. О. Ю. Шмидта РАН (ИФЗ РАН)
- № 12 — жилой дом. Здесь жили актёры Георгий Жженов[11], Ия Саввина[12], писатель Роберт Штильмарк[13]. Ранее на этом месте стояло здание общежития Московского университета (1898, архитектор К. М. Быковский, при участии З. И. Иванова)
- № 18 — Доходный дом Р. А. Трифоновой (1914, архитектор В. А. Мазырин)[14]
- № 22 — жилой дом. Здесь в 1985—2007 годах жил разведчик А. С. Феклисов[15].
- № 36 — Жилой дом руководящих сотрудников Наркомата оборонной промышленности СССР (1936, архитектор Ю. Ф. Дидерихс), объект культурного наследия регионального значения. В доме жил композитор Г. В. Свиридов[16]. В рамках гражданской инициативы «Последний адрес» на доме № 36А установлен мемориальный знак с именем военного инженера Евгения Павловича Тольского[17], расстрелянного органами НКВД 30 июля 1941 года[18]. В базе данных правозащитного общества «Мемориал» есть имена 17-ти жильцов домов № 36 и 36А, расстрелянных в годы террора[19].
- № 56 — жилой дом. Здесь жил художник-карикатурист Юлий Ганф[20].
- № 62 — В 1964—1977 годах в доме жил писатель В. О. Богомолов[21].

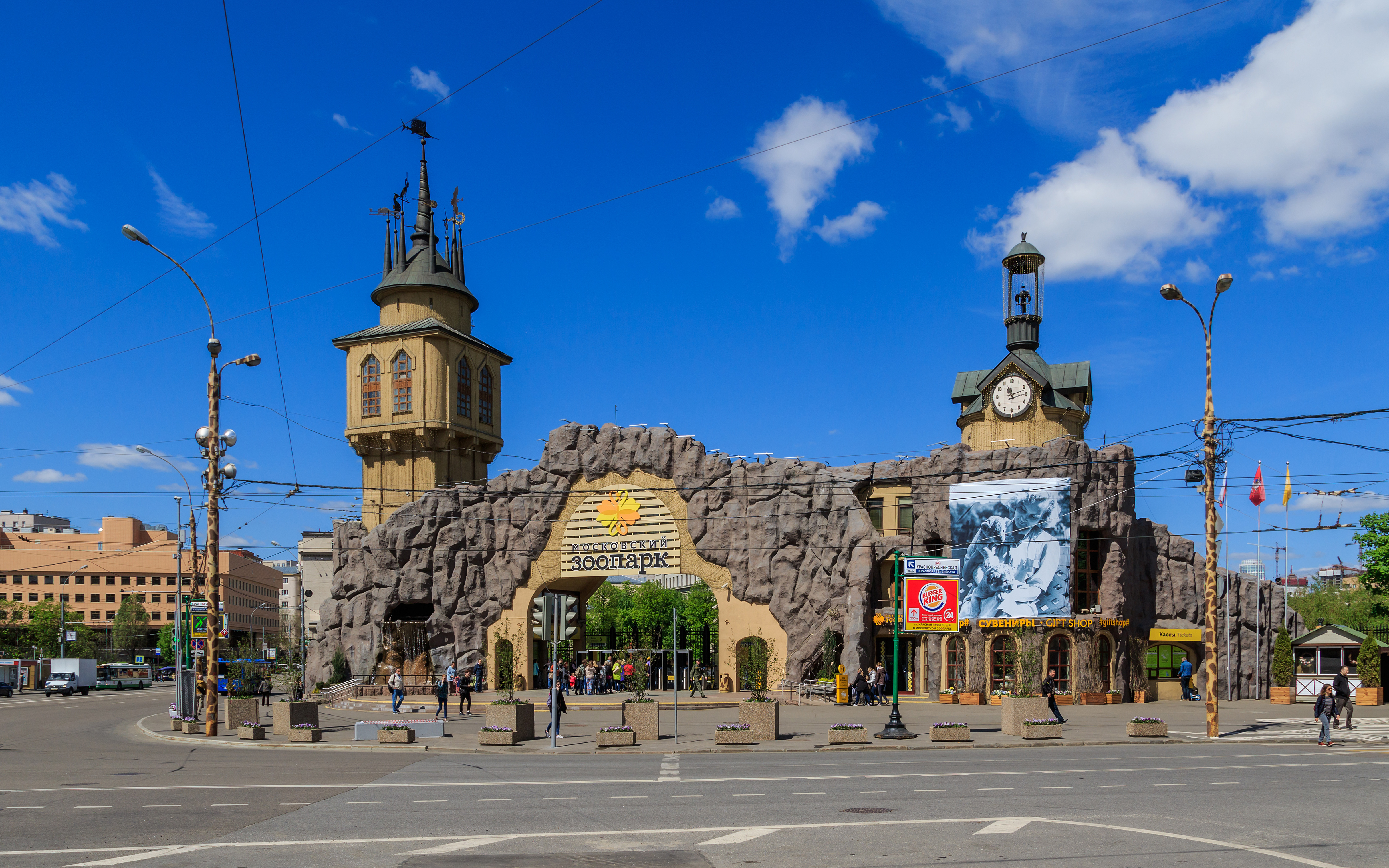
Главный вход в Московский зоопарк на углу с Красной Пресней
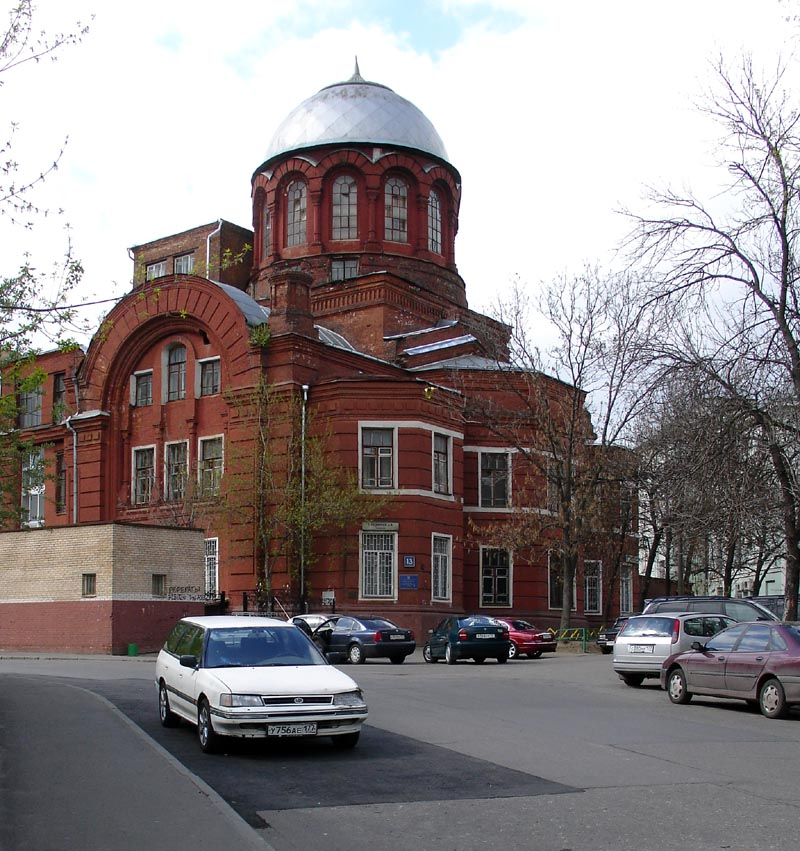
Храм Великомученика Георгия Победоносца в Грузинах
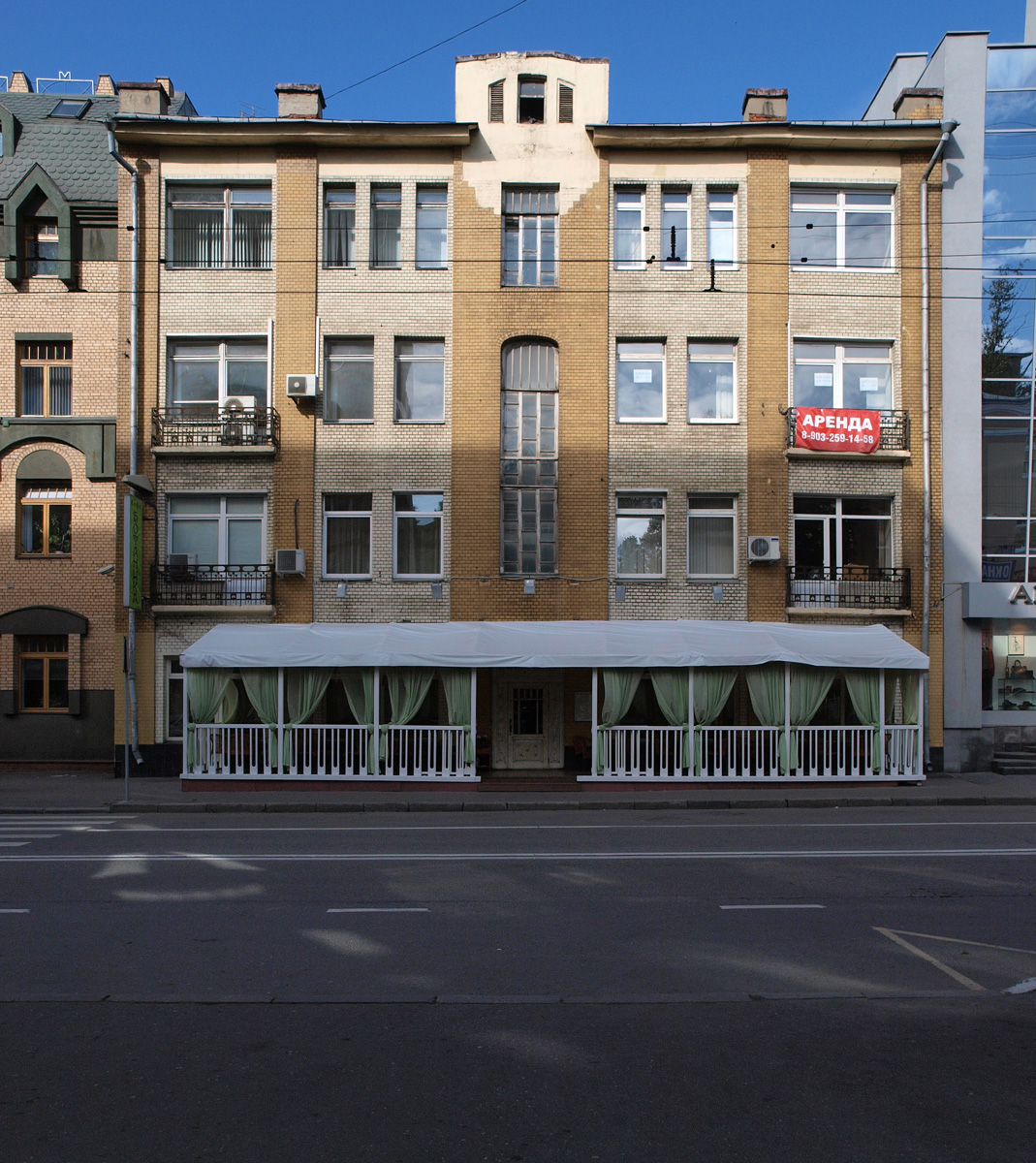
Дом № 61
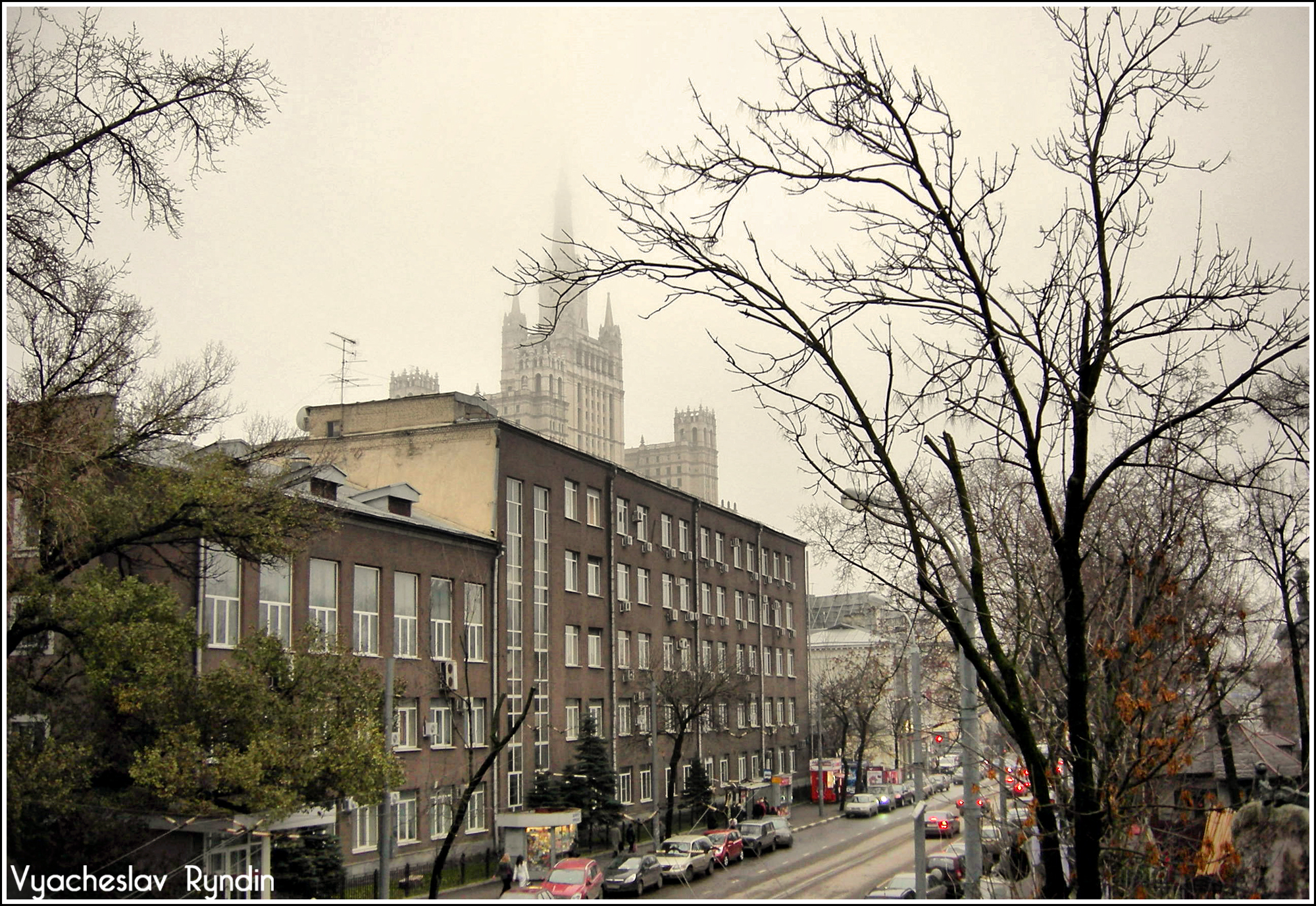
Здание Министерства природных ресурсов и экологии Российской Федерации в Москве, д №. 4/6
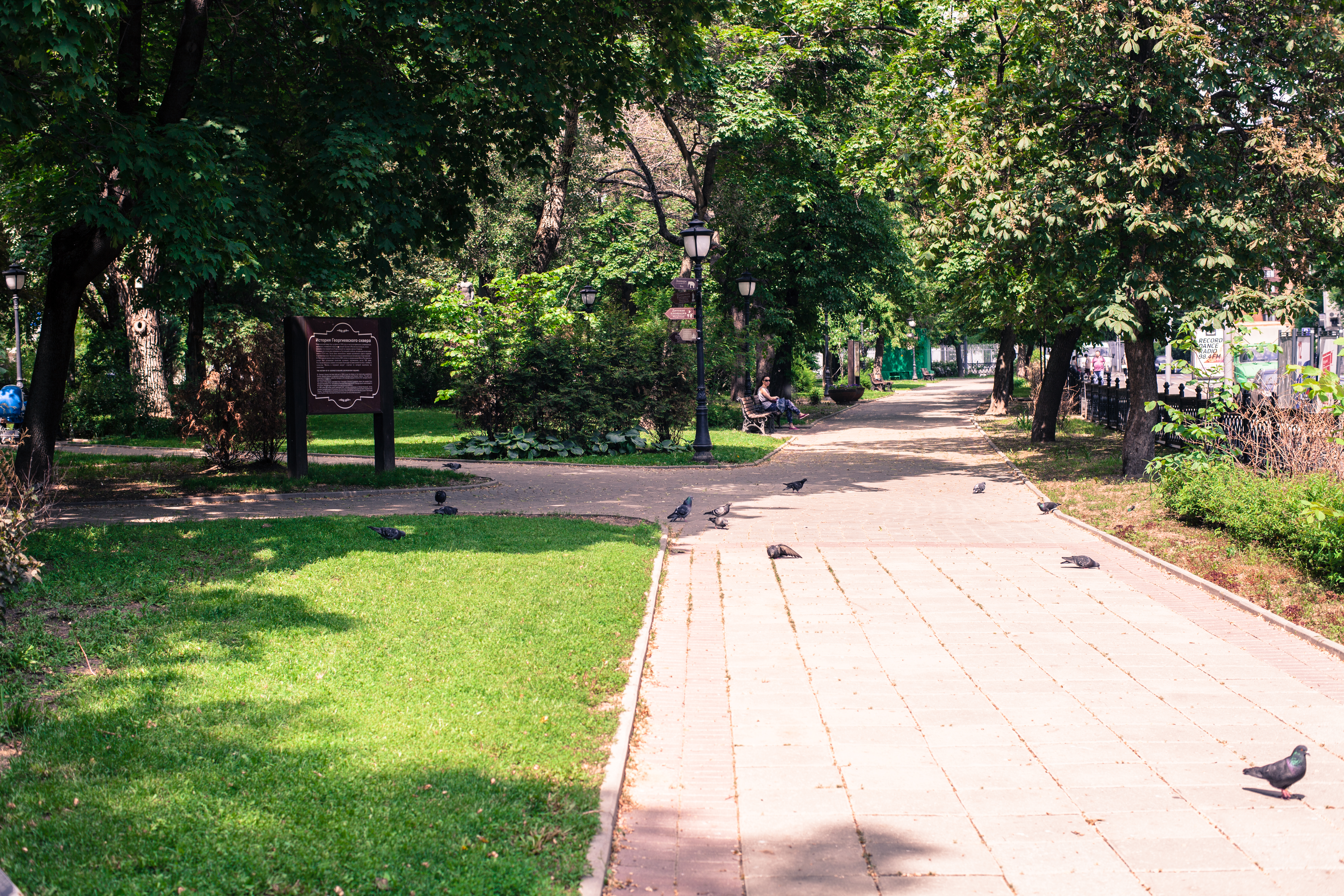
Георгиевский сквер. Между Б.Грузинской улицей и Грузинской площадью
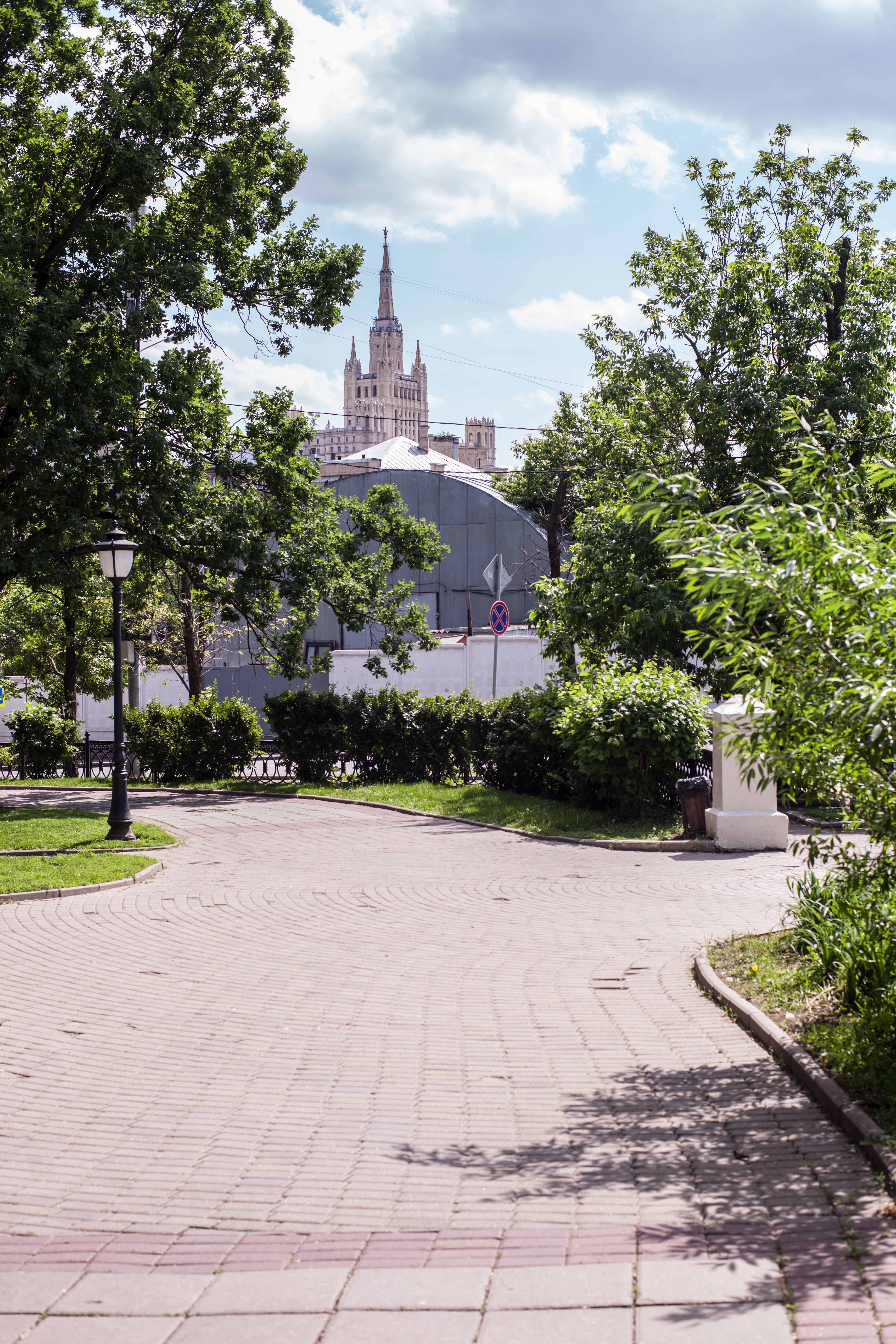
Вид на жилой дом на Кудринской прлощади из Георгиевского сквера
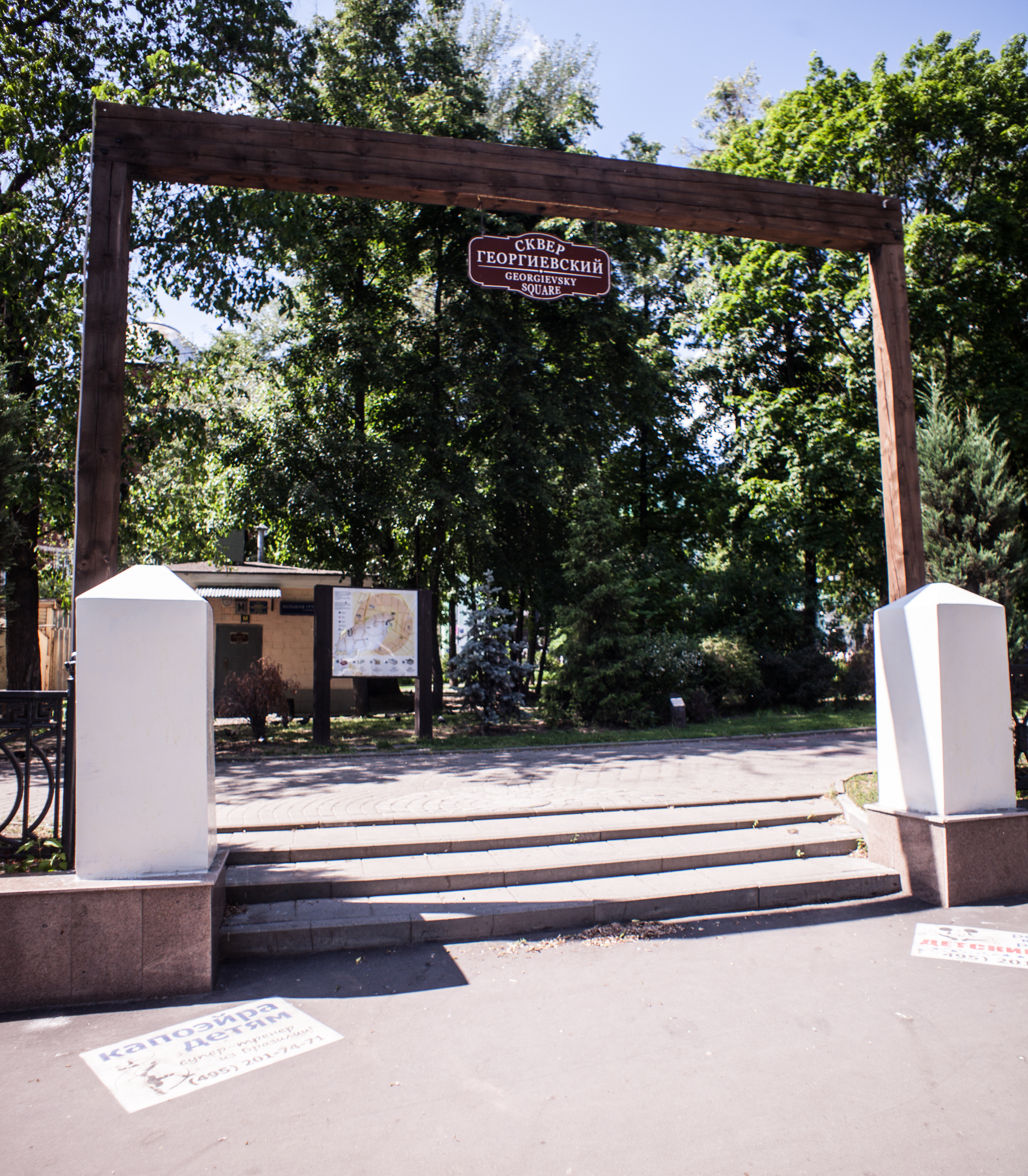
Вход в Георгиевский сквер